# Wings (песня Birdy)
«Wings» — песня британской певицы Birdy, изданная в качестве первого сингла с её второго студийного альбома Fire Within 29 июля 2013 года в Новой Зеландии и 8 сентября в Великобритании. «Wings» стала первым оригинальным синглом Birdy, ранее в качестве синглов она выпускала кавер-версии песен других исполнителей и групп. Авторами песни стали сама певица и музыкант и продюсер, фронтмен группы OneRepublic Райан Теддер. Композиция использовалась в трейлерах фильмов «Зимняя сказка» и «День труда», а также в эпизоде «Дом» пятого сезона сериала «Дневники вампира».
Премьера видеоклипа к песне «Wings» состоялась на YouTube 2 августа 2013. Режиссёром клипа стала Софи Мюллер. По сюжету клипа Birdy находится на костюмированной маскарадной вечеринке с множеством гостей.

## Список композиций
| №  | Название | Длительность |
| -- | -------- | ------------ |
| 1. | «Wings»  | 4:36         |

| №  | Название | Длительность |
| -- | -------- | ------------ |
| 1. | «Wings»  | 4:12         |

| Чарт (2013)                        | Наивысшая позиция |
| ---------------------------------- | ----------------- |
| Австралия (ARIA)                   | 25                |
| Австрия (Ö3 Austria Top 40)        | 3                 |
| Бельгия/Фландрия (Ultratop 50)     | 7                 |
| Бельгия/Валлония (Ultratop 50)     | 3                 |
| Франция (SNEP)                     | 8                 |
| Германия (GfK)                     | 15                |
| Ирландия (IRMA)                    | 1                 |
| Новая Зеландия (Recorded Music NZ) | 17                |
| Шотландия (OCC Scotland)           | 16                |
| Швейцария (Schweizer Hitparade)    | 3                 |
| Великобритания (OCC UK Singles)    | 16                |

| Страна    | Статус  | Продажи |
| --------- | ------- | ------- |
| Австралия | Золотой | 35 000  |
| Бельгия   | Золотой | 15 000  |
| Швейцария | Золотой | 15 000  |

| Страна         | Дата             | Формат               | Лейбл              |
| -------------- | ---------------- | -------------------- | ------------------ |
| Новая Зеландия | 29 июля 2013     | цифровая дистрибуция | Warner Music Group |
| Великобритания | 15 сентября 2013 | цифровая дистрибуция | Warner Music Group |